# Josef Hillerbrand
Josef Hillerbrand (* 2. August 1892 in Bad Tölz; † 26. November 1981 in München) war ein deutscher Innenarchitekt, Textildesigner und Hochschullehrer.

## Leben
Hillerbrand besuchte nach einer Malerlehre die Kunstgewerbeschule München. Ab 1922 arbeitete er für die Deutsche Werkstätten AG, zunächst in Dresden-Hellerau, anschließend in München. 1922 wurde er von Richard Riemerschmid als Professor an die Kunstgewerbeschule berufen, ab 1937 lehrte er zudem als Professor an der Akademie für angewandte Kunst in München. 1923 bis 1945 arbeitete er außerdem für die Deutsche Werkstätten-Textilgesellschaft mbH (DEWE-TEX). Nach dem Krieg war er Professor für Textilentwurf und dekorative Malerei sowie für Raumgestaltung an der Akademie der Bildenden Künste München. Ab 1950 entwarf er außerdem für die Textilgesellschaft DeWeTex in Wolfratshausen. 1960 wurde Hillerbrand emeritiert.
Hillerbrand gilt vor allem in seiner gestalterischen Arbeit von Möbeln, Stoffen und Porzellan als wichtiger Vertreter des Art déco in Deutschland.

## Werk (Auswahl)
- 1922: Raumgestaltung für die Deutschen Werkstätten auf der Deutschen Gewerbeschau München (mit Karl Bertsch)
- 1929–1930: Inneneinrichtung und -architektur der Wandelhalle der Jodquellen AG in Bad Tölz
- 1952–1953: Umbau des Kurhotels Jodquellenhof in Bad Tölz
- 1955: Ausstellung deutscher Dekorationsstoffe und Tapeten im Victoria and Albert Museum in London
- 1969–1970: Alpamare in Bad Tölz

Publikationen
- Drei Wohnräume und eine offene Terrasse. In: Die Kunst und das schöne Heim. Heft 51, (1952/53) 1953, S. 143.

## Auszeichnungen
- 1963: Bayerischer Verdienstorden